# كباب

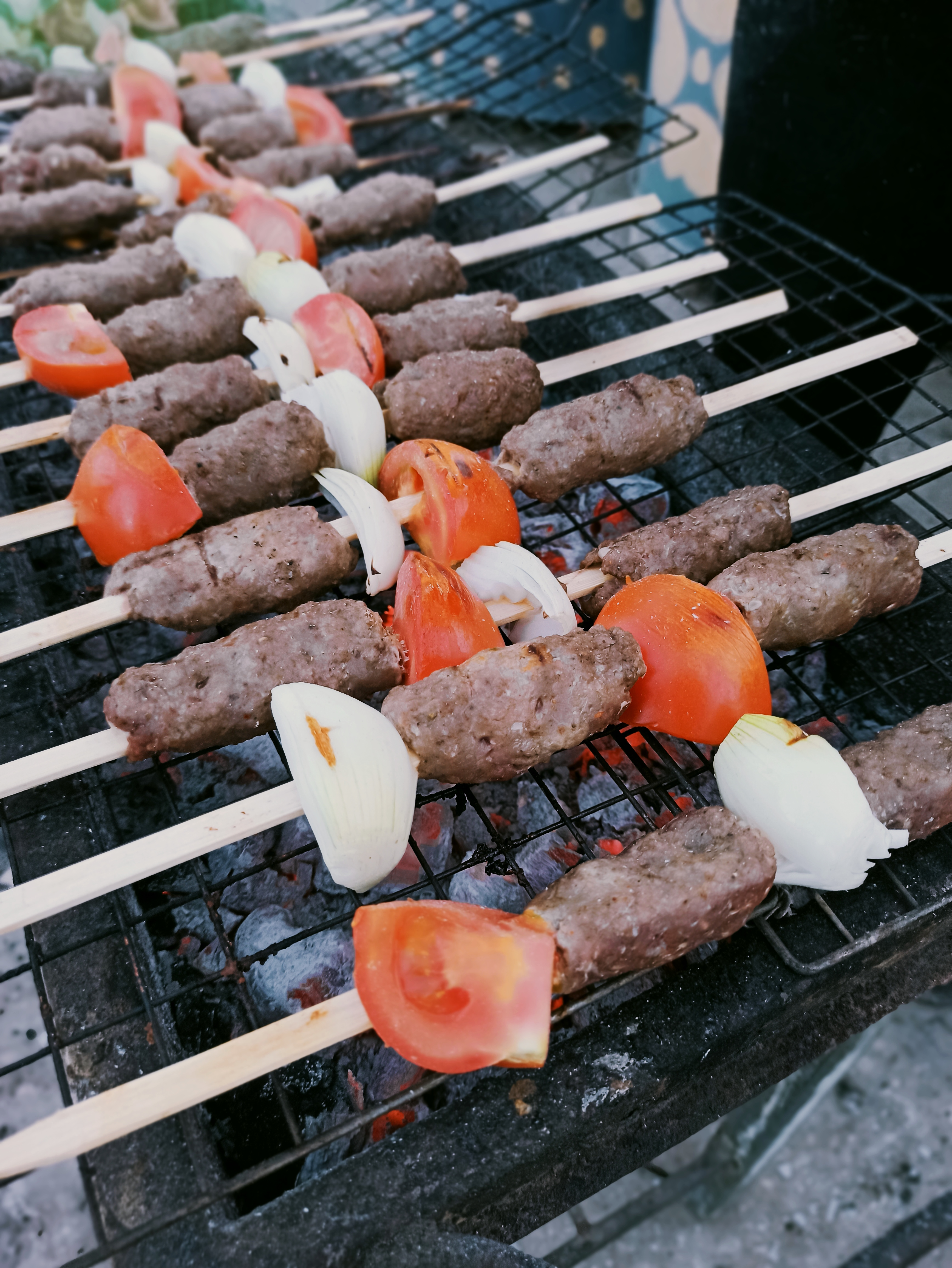
كباب مشوي على الفحم

الكباب هو طعام يحضر من اللحم المفروم مع الدهن باستعمال أسياخ الشوي ويشوى على الفحم وتسمى «المشاوي» في العديد من البلدان. الكباب بالأصل لفظة آرامية ويرجع أصل الكباب إلى المطبخ الحلبي الشهير حيث كان الحلبيون أول من حضر الكباب ويسجل التاريخ ولع أهالي مدينة حلب بأنواع كثيرة من المشويات وتفردهم بأصناف فاخرة من الكباب الذي انتشر في كثير من البلدان وأضاف كل شعب اليه نكهته الخاصة، ففي إيران مثلا يضاف الزعفران إلى اللحم قبل شوائه وفي تركيا تتنوع الأصناف وطرق التتبيل من مدينة لأخرى فهناك الكباب الأورفلي نسبة إلى مدينة أورفا والكباب الأنطاكي في أنطاكية والكباب السلطاني في إسطنبول.
يتميز الكباب في سوريا عموما وفي حلب بشكل خاص بمذاقه الفريد بسبب نوعية اللحم الفاخر العواس السوري ذو المذاق المتميز وبسبب طيب المرعى حيث تشتهر مدينة الباب في حلب ومدينة حماة بخصب المرعى مما ينتج أغناما ذات لحوم فاخرة حيث تشكل لحوم هذه الأغنام العمود الفقري لأغلب الأكلات في المطبخ الحلبي ومنها الكباب الحلبي الشهير حيث يحضره أهل حلب بطرق عديدة أما دون إضافات وهو أصل الكباب ومعروف عالميا بالكباب الحلبي أو يضاف اليه الصنوبر والفستق الحلبي أو يشوى مع البادنجان ويسمونه الحلبيون كباب بالبادنجان أو يشوى مع الكماية الكمى أو مع البصل أو يضاف اليه البندورة والفليفلة والبقدونس والبصل والنعناع ويدهك المزيج ويسمى بالكباب الخشخاش وانتشر الكباب في مختلف بلاد العالم وخاصة في بلاد الشرق الأوسط مثل تركيا ومصر واليونان وسوريا والأردن وقبرص ولبنان وفلسطين (توضيح) وأفغانستان والعراق.

## التسمية
يمكن أن يرجع اسم الكباب إلى كلمة «كبابو» الأرامية السورية القديمة والتي تعني «حرق» و«تفحيم». وفي القرن الرابع عشر، استعملت الكلمة لتدل على الطريقة لشوي اللحم المفروم على شكل كروي. كما تدل الشيش كباب على قطع اللحم المشوية التي تشوى على السيخ (كلمة شيش تعني السيخ). وفي العالم الغربي، تستعمل الكلمة للدلالة على الشوي على الأسياخ مثل veggie kabob وهي الخضروات المشوية أو corn chicken kabob وهي أسياخ مفروم الدجاج المغطى بطحين الذرة المحلى بالسكر.

## خلطته
تختلف خلطة الكباب من بلد لآخر. ففي أمريكا الشمالية، يغطى اللحم بصلصة الهيكوري ذات المذاق السكري. اما في اليونان وتركيا فيبهر بالفلفل والملح فقط. اما في لبنان، فينقى اللحم المدهن بشكل بسيط لصبغ نكهة خاصة ويخلط لحم. وتشتهر سوريا بالكباب الحلبي المعروف بشكل كبير في الكثير من الدول وتمتاز مدينة حلب بأنواع الكباب الحلبي والتي تزيد وتتعدد أنواعه وله خلطته الخاصة وطعمة الشهي المميز.

## أنواعه
- الكباب أو الكفتة وهي اللحم المفروم مع البهارت وبعض الخضروات مثل البقدونس والبصل. وفي لبنان يمزج لحم العجل مع لحم الظان لإضافة نكهة مميزة دسمة.
- شيش كباب وهو قطع لحم مكعبة ترص عل السيخ وتُشوى على الفحم. يمكن إضافة الخضار مثل البصل أو الفلفل الرومي أو الكوسة. وفي سوريا وفلسطين (توضيح) يُضاف قطع الدهن من ذنب الخروف (اللّية).
- كباب الخضروات وهي مشاوي لقطع خضروات مثل الكوسة والبندورة والباذنجان والبصل والفلفل الرومي بأنواعه الأحمر والأصفر والأخضر.
- كباب أورفلي اللحم المفروم المشوي مع الباذنجان.
- الكباب الحلبي وقد يتم إضافة البقدونس والثوم لخلطة اللحم المفروم للكباب فيسمى - في حلب - «كباب خشخاش».

أما في إيران والعراق فلا يضاف البقدونس للخلطة.

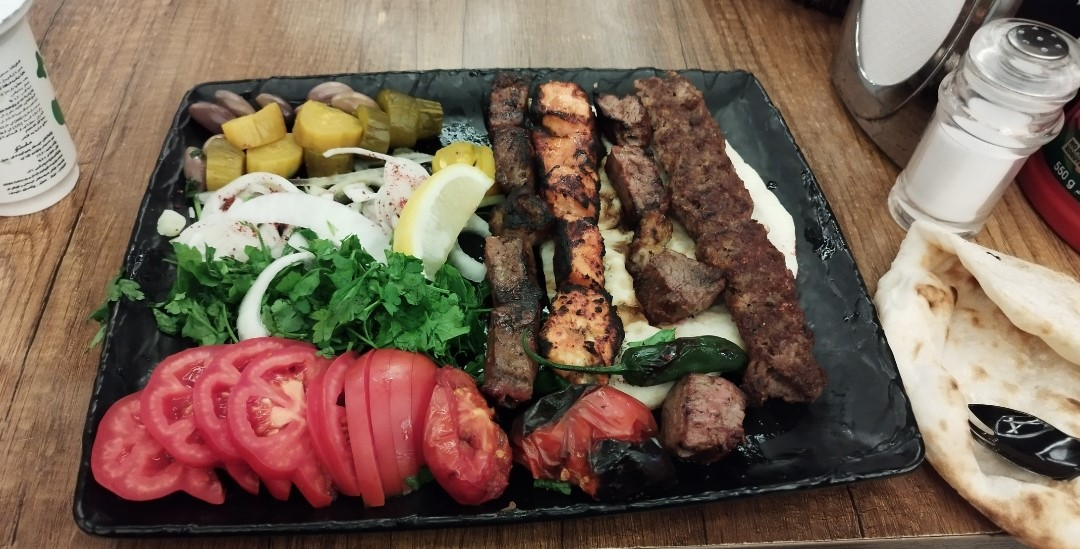
مشاوي عراقية، من ضمنها: الكباب، وتكة الدجاج (شيش طاووق)، وتكة اللحم، والمعلاق (الكبد المشوي).

أحيانا يرش مادة السماق على الكباب كما في سوريا والعراق.

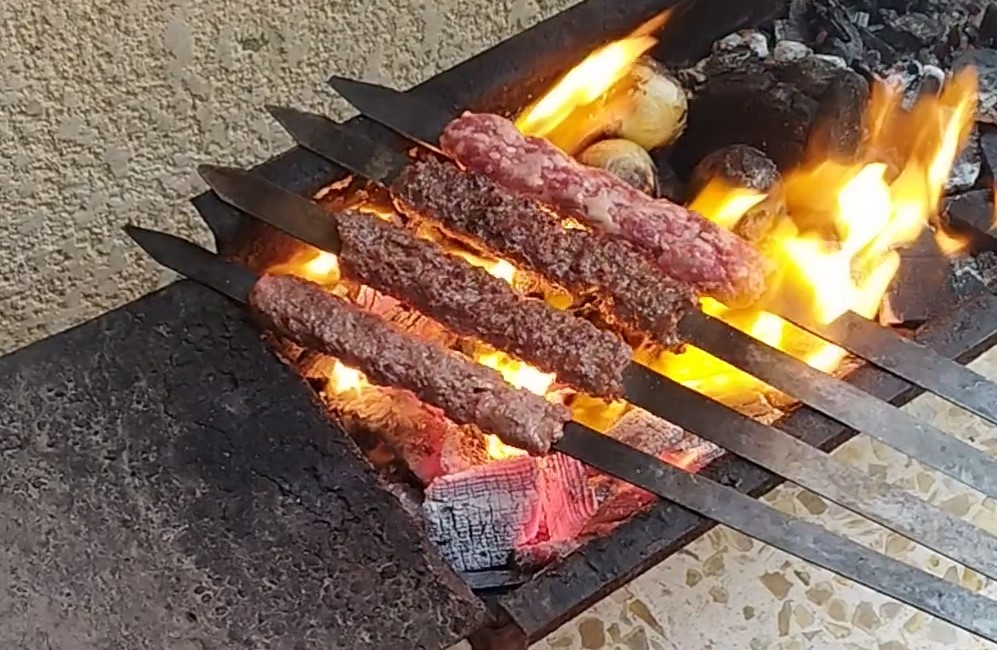
كباب عراقي

## المعلومات الغذائية عن كباب الكفتة
يحضر كباب الكفتة باستخدام اللحم، البصل، معجون وفلفل الحر، الملح، خبز الذرة والبقدونس ويتم استخدام اللبن والطماطم المطحونة لتحضير الصلصة. تحتوي وجبة الكباب (150غ تقريباً) بحسب موقع شهية، على المعلومات الغذائية التالية:
- السعرات الحرارية: 1890
- الدهون: 9
- الدهون المشبعة: 4
- الكوليسترول: 102
- الكاربوهيدرات: 2
- البروتينات: 25

مع العلم أنه لم يتم احتساب خبز الذرة واللبن الزبادي

## مشتقاته

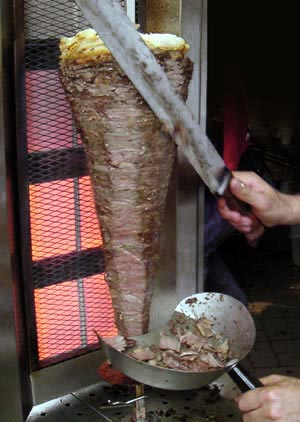
الشاورما

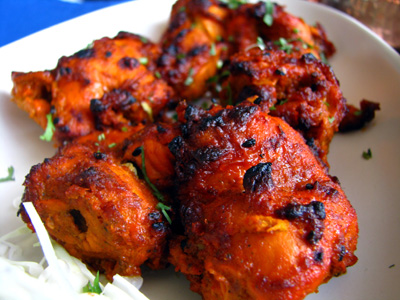
كباب تيكا الدجاج

- الشاورما وتعرف بالغرب بالدونير. وهو شقف لحم عجل أو ضان مرصوص على سيخ عامودي يدور أمام نار من فحم أو الغاز أو شواية كهربائية جانبية. ويوضع الدهن في أعلى السيخ وبين طبقات اللحم لإضافة نكهة الدسم. ويقطع السطح الخارجي كرققات عند التقديم. يدور السيخ باللحم المرصوص عليه بجانب النار لكي تستوي الطبقات الخارجية بشكل متساوي. وعادة تستعمل صلصة الطحينة المثومة (طراطور) كصلصة تطعيم. أما الدونير كباب فهو تركي الأصل وانتشر في البلاد الغربية ولا يستعمل فيه أي دهن، ويمكن أن يكون من لحم البقر أو لحم الدجاج. وعادة يستعمل العسل في الغرب كصلصة تطعيم. ويضاف بعض البطاطا المقلية لتحسن الطبق.
- شاورما الدجاج وهي سورية المنشأ وتطبخ مثل الشاورما العادي وعادة تستعمل صلصة الثوم مع الزيت وبياض البيض (طراطور) كصلصة تطعيم
- شيش طاووق وه مكعبات الدجاج المشوية المتبلة ببهارات أساسها الثوم. وإذا أضيفت البهارات الهندية تسمى دجاج تكا.

يؤكل الكباب مع الخبز البلدي أو الخبز التنوري الحار والسلطات المختلفة والطرشي (المخلل) ويشرب مع ذلك الشنينة أحيانا.